# Bob Black

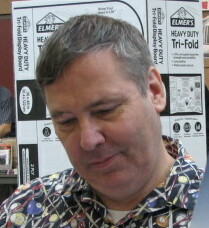
Bob Black auf einer Buchmesse (2011)

Bob Black (* 4. Januar 1951; Geburtsname Robert Charles Black, Jr.) ist ein amerikanischer Anarchist und Autor. Er war Anfang der 1970er Jahre einer der ersten Vertreter der heute als Post-left anarchy bezeichneten Strömung des Anarchismus, die sich von linken Ideologien, insbesondere einem linken Autoritarismus emanzipieren will. Black kritisiert in seinen Schriften auf konfrontative Art viele Tabus der Linken, der Bürgerbewegten und der Anarchisten. Black ist am bekanntesten für sein Buch The Abolition of Work and Other Essays von 1986, welches in Übersetzung in mehreren Sprachen erschienen ist. Aufgrund seiner vom Standpunkt der Post-left Anarchy aus vorgebrachten Kritik und mehrerer kontroverser Zwischenfälle gilt er Teilen der anarchistischen Bewegung in den USA als suspekt. Bob Black arbeitet als Anwalt für Zivilrecht und lebt in San Francisco.

## Leben und Werk
Bob Black war während seiner Studienzeit Teil der Neuen Linken, ohne einer Gruppe fest anzugehören. Enttäuscht von der Ideologie des autoritären Sozialismus entdeckte er für sich den Anarchismus und analysierte und kritisierte von nun an autoritäre Tendenzen in vorgeblich antiautoritären linken Gruppen. Seine Arbeiten aus den frühen 1980er Jahren (veröffentlicht in der Anthologie The Abolition of Work and Other Essays) enthalten ferner Kritik an der Anti-Kernwaffen-Bewegung („Anti-Nuclear Terror or I Feel a Chiliasm“ von 1982 ), an radikalen Feministinnen („Feminism as Fascism“ von 1983 ), sowie an der Libertären Partei („The Libertarian As Conservative“ von 1984 ). Obwohl Black kein Anarcho-Primitivist ist, veröffentlichte er in anarcho-primitivistischen Publikationen, und hat diese Strömung stark beeinflusst.

“To call yourself an anarchist is to invite identification with an unpredictable array of associations, an ensemble which is unlikely to mean the same thing to any two people, including any two anarchists.”

„Wer sich Anarchist nennt, wird mit einer unvorhersehbaren Kette von Assoziationen in Verbindung gebracht, eine Assoziationskette, welche für keine zwei Personen dieselbe sein wird, auch nicht für zwei Anarchisten.“

Blacks einflussreichstes Werk The Abolition of Work gründet auf den Ideen von Charles Fourier, William Morris, Paul Goodman, und Marshall Sahlins. Ursprünglich war das Essay eine Rede, die Bob Black im Februar 1981 in der „Gorilla Grotto“ in San Francisco hielt. 1986 überarbeitete Black den Text, und veröffentlichte ihn erstmals.

## Veröffentlichungen
- The Abolition of Work and other essays. Loompanics, 1986, ISBN 0-915179-41-5.
- Anarchy after leftism. CAL Press, 1997, ISBN 1-890532-00-2.
- Friendly Fire. Autonomedia, Brooklyn NY 1990, ISBN 0-936756-89-6.
- Beneath the Underground. Feral House, Venice CA 1994, ISBN 0-922915-21-0.
- Defacing the Currency: Selected Writings, 1992–2012. Little Black Cart Press, 2013, ISBN 978-1-62049-013-6.